# Koszmosz–262
A Koszmosz–262 (oroszul: Космос 262) Koszmosz műhold, a szovjet műszeres műhold-sorozat tagja, felderítő műhold.

## Küldetés
Dnyepropetrovszk (oroszul: Днепропетровск), Ukrajnában volt a központja több Koszmosz műhold összeszerelésének. A műholdakat típusjelzéssel látták el (sikertelen indításnál a következő indítás kapta a jelölést). Szabványosított műhold. Áramforrása napelemes rendszerű. Kialakított pályasíkja mentén fototechnikai felderítést, műszereivel atomkísérletek ellenőrzését végezte.

## Jellemzői
1968. december 26-án a Kapusztyin Jar rakétakísérleti lőtérről a Majak–2 indítóállásából egy (63SZ1) (Koszmosz–2I) típusú hordozórakétával juttatták Föld körüli, közeli körpályára. Az orbitális egység pályája 94,6 perces elliptikus pálya perigeuma 259 kilométer, apogeuma 798 kilométer volt. Hasznos tömege 352 kilogramm. Aktív szolgálati ideje után, 1969. július 18-án a földi légkörbe érve elégett.